# 岐阜県青少年保護育成条例事件
岐阜県青少年保護育成条例事件（ぎふけんせいしょうねんほごいくせいじょうれいじけん）とは自動販売機に有害図書を収納することに刑事罰を規定した青少年保護育成条例が表現の自由等を規定した日本国憲法第21条に抵触するかが争われた裁判。

## 概要
三重県四日市市の自動販売機雑誌販売会社と同会社社長が1985年に岐阜県内の2ヶ所の自動販売機に5回にわたり、岐阜県知事があらかじめ指定した有害図書に該当する雑誌5種類・計8冊を収納したことについて、岐阜県青少年保護育成条例に違反するとして起訴された。1987年6月5日に岐阜簡裁は二者に罰金6万円とし、1987年11月25日に名古屋高裁も控訴棄却の判決を下した。
被告側は「有害図書規定は表現の自由、検閲の禁止を定めた日本国憲法第21条に違反する」として条例は無効であり無罪と主張した。自動販売機雑誌販売会社社長は1988年11月に死亡して公訴棄却となり、裁判は自動販売機雑誌販売会社のみとなった。
1989年9月19日に最高裁は「岐阜県青少年保護育成条例による有害図書の指定は検閲に当たらない」として合憲判決を下して、棄却し有罪判決が確定した。また、補足説明で「条例が定める有害図書が青少年の健全育成に有害であることは社会の共通認識である」「とりわけ自動販売機の場合は昼夜を問わず売り手と対面せずに購入できることから、書店販売より弊害が一段と大きい」「図書の内容によっては県の審議会を経ずに有害図書に包括指定することも必要かつ合理的である」としたうえで有害図書の自動販売機の収納まで禁じた岐阜県青少年保護育成条例は青少年に対する有害環境を浄化するための規制としてやむを得ない制約であると結論づけた。伊藤正己裁判官は「有害図書規制は表現の自由、知る自由を制限するもので、それが許されるのは青少年保護という特殊事情に基づくからである。表現の自由と関わりを持つ法的規制は厳しい明確性が要求される。」と指摘する一方で「青少年の享有する知る自由（中略）の憲法的保障という角度からみるときには、その保障の程度が成人の場合に比較して低いといわざるをえない」としたうえで、「有害図書が業界のいわゆるアウトサイダーによって出版されているという現状をみるとき、果して自主規制のようなゆるやかな手段が適切に機能するかどうかは明らかではないし、〔中略〕本件条例のようなきびしい規制が政策として妥当かどうかはともかくとして、〔中略〕違憲と判断することは相当でない」とする補足意見を述べた。